# Muddy River (Massachusetts)
Der Muddy River ist ein künstlich angelegter Fluss und besteht eigentlich aus einer Folge von untereinander verbundenen Bächen und Teichen in Teilen des Emerald Necklace in Boston im Bundesstaat Massachusetts der Vereinigten Staaten. In seinem Verlauf streift er auch das südliche Ende von Brookline, das bis zu seiner Eingemeindung im Jahr 1705 den Namen Muddy River Hamlet trug. Der Fluss, der trotz seiner geringen Größe als solcher geführt wird, bildet mit den angrenzenden Parks und Parkways ein geschütztes Erholungsgebiet mit vielen Wanderwegen, das durch das Massachusetts Department of Conservation and Recreation verwaltet wird.

## Geographie

### Verlauf
Der Muddy River entspringt im Jamaica Pond in Boston und folgt einem weitgehend durch Frederick Law Olmsted bestimmten, künstlichen Flussbett, das sich mit einigen Windungen durch einen großen Teil des Emerald Necklace vom Jamaica Pond über den Olmsted Park entlang des Riverway und Fenway durch die Back Bay Fens bis zur Mündung in den Charles River schlängelt.

### Nebenflüsse
Aufgrund seiner geringen Länge und des künstlichen Verlaufs gibt es keine Nebenflüsse.

### Ortschaften
Der Fluss entspringt in und verläuft vollständig durch Boston.

## Geschichte
Als Boston im frühen 17. Jahrhundert besiedelt wurde, wurde die Shawmut-Halbinsel, auf der die Stadt errichtet wurde, durch einen dünnen, sandigen Landstrich namens Boston Neck mit Roxbury verbunden. Das im Westen angrenzende Sumpfgebiet war dabei ein Wattgebiet des Charles River. Die Gegend begann mit der Zeit zunehmend überaus übel zu riechen, da die Abwässer der wachsenden Siedlung dort hineingeleitet wurden.
Um den doppelten Zweck der Eliminierung von Gesundheits- und Ästhetikproblemen durch das verseuchte Wasser sowie der Gewinnung von neuem und wertvollen Land für Bostoner Grundstücke zu erfüllen, wurde 1820 eine Serie von Landgewinnungsprojekten ins Leben gerufen und für den Rest des Jahrhunderts fortgeführt. Das Auffüllen der heutigen Back Bay wurde 1882 beendet, der Kenmore Square wurde 1890 erreicht und die Errichtung der Back Bay Fens konnte im Jahr 1900 abgeschlossen werden. Diese Projekte haben den Umfang der Halbinsel mehr als verdoppelt.
Für Olmsted war es eine große Herausforderung, das Sumpfgebiet so zu restaurieren, dass aus ihm ein ökologisch gesunder Ort entstehen und der zusätzlich als Erholungsgebiet genutzt werden konnte. Dazu kombinierte Olmsted seine Talente als Landschaftsarchitekt mit der Sanitärtechnik auf dem damaligen Stand der Technik und machte aus einem faulig stinkenden Gezeitenbach und Sumpf eine „Szenerie eines sich windenden, leicht salzigen Bachs mit bewaldeten Ufern, der Interesse mit dem mäandernden Verlauf des Wassers weckt.“ - der heutige Muddy River war entstanden.

## Umwelt
Aktuell wird der Fluss durch das Muddy River Restoration Project umfassend restauriert, vorwiegend um die Kontrolle über Fluten und Wasserqualität zu verbessern. Durch die Arbeiten werden ebenso die Parks des Emerald Necklace sowie das Ökosystem des Flusses wesentlich unterstützt, Landschaftsmerkmale und historische Ressourcen wiederhergestellt sowie verbesserte Management-Methoden implementiert. Durch das Projekt sollen insbesondere die bisherigen verheerenden Fluten, die durch den Muddy River verursacht wurden, eingedämmt und besser beherrschbar gemacht werden.

## Sehenswürdigkeiten und Bauwerke
Entlang des Flussverlaufs können viele Sehenswürdigkeiten des Emerald Necklace betrachtet werden, aber auch die umliegenden Einrichtungen und Gebäude der Stadt Boston (wie zum Beispiel die Longwood Medical and Academic Area) und die Commonwealth Avenue sind einen Blick wert.